# 马福昌
马福昌（1979年8月—），青海互助人，回族，无党派人士。中华人民共和国政治人物、第十三届全国人民代表大会青海地区代表。

## 生平
2018年2月24日，当选为第十三届全国人大代表。